# Heroldstatt
Heroldstatt – miejscowość i gmina w Niemczech, w kraju związkowym Badenia-Wirtembergia, w rejencji Tybinga, w regionie Donau-Iller, w powiecie Alb-Donau, siedziba związku gmin Laichinger Alb. Leży w Jurze Szwabskiej, ok. 25 km na północny zachód od Ulm. W skład gminy wchodzą dwie dzielnice: Ennabeuren i Sontheim.